# Уайт-Салфер-Спрингс (Западная Виргиния)
Уайт-Салфер-Спрингс (англ. White Sulphur Springs) — город в округе Гринбрайер на юго-востоке Западной Виргинии, США. По переписи 2020 года население составляло 2231 человек. Герб города состоит из пяти цветов одуванчика, и горожане празднуют весну ежегодным Фестивалем одуванчиков.

## История
Курорт, ныне известный как Гринбрайер, остаётся одним из самых роскошных и эксклюзивных курортов страны. В течение многих лет Сэм Снид был профессиональным гольфистом курорта, а затем и почётным профессиональным игроком в гольф. Курорт занимает еще одно важное место в истории гольфа; в 1979 году здесь состоялся первый Кубок Райдера, в котором была продемонстрирована текущая конкурентная среда команд США и Европы. Гольф в Соединённых Штатах зародился недалеко от Уайт-Салфер-Спрингс, когда семья Монтегю основала Oakhurst Links в 1884 году, что сделало его старейшим организованным гольф-клубом в стране. В 2010 году Гринбрайер принял первый турнир PGA Greenbrier Classic.
В 1992 году газета Washington Post сообщила, что во время Холодной войны на курорте располагался «бункер», Центр экстренного переселения, известный как Проект «Греческий остров», который предназначался для размещения и защиты Конгресса США в случае нападения ядерной атаки.
В июне 2016 года в Западной Виргинии произошло историческое сильное наводнение, затронувшее Уайт-Салфер-Спрингс.
Гринбрайер также служил местом тренировочного лагеря для клубов Хьюстон Тексанс и Нью-Орлеан Сэйнтс.

## География
Уайт-Салфер-Спрингс расположен вдоль Ховард-Крик и обслуживается автомагистралью I-64 и шоссе 60 США.
По данным Бюро переписи населения США, город имеет общую площадь 1,98 квадратных миль (5,13 км²), из которых 1,95 квадратных миль (5,05 км²) занимает суша и 0,03 квадратных миль (0,08 км²) — вода. Он также находится в Национальной зоне радиомолчания. Услуги AT&T, Verizon, Sprint и U.S. Cellular разрешены в пределах зоны с более низкими частотами вышек.

### Климат
В Уайт-Салфер-Спрингс влажный континентальный климат (Koppen Dfa).

## Образование
- Начальная школа Уайт-Сальфер-Спрингс
- Епископальная школа Гринбрайера

## Здания и сооружения
В 1987 году библиотека Уайт-Салфер-Спрингс была перестроена из старого общественного дома. Библиотека перестраивается как образовательный ресурс и одно из сердец города. Здание, в котором находится библиотека, было переименовано в здание имени Кэтрин Коулман Джонсон в 2017 году в честь уроженки Уайт-Салфер-Спрингс и учёного НАСА Кэтрин Коулман Джонсон.